# Ormoy (Haute-Saône)
Ormoy is een gemeente in het Franse departement Haute-Saône (regio Bourgogne-Franche-Comté) en telt 225 inwoners (2011). De plaats maakt deel uit van het arrondissement Vesoul.
Ormoy is de geboorteplaats van Antoine Lumière, vader van de twee later beroemd geworden Gebroeders Lumière.

## Geografie
De oppervlakte van Ormoy bedraagt 19,45 km², de bevolkingsdichtheid is 11,6 inwoners per km².

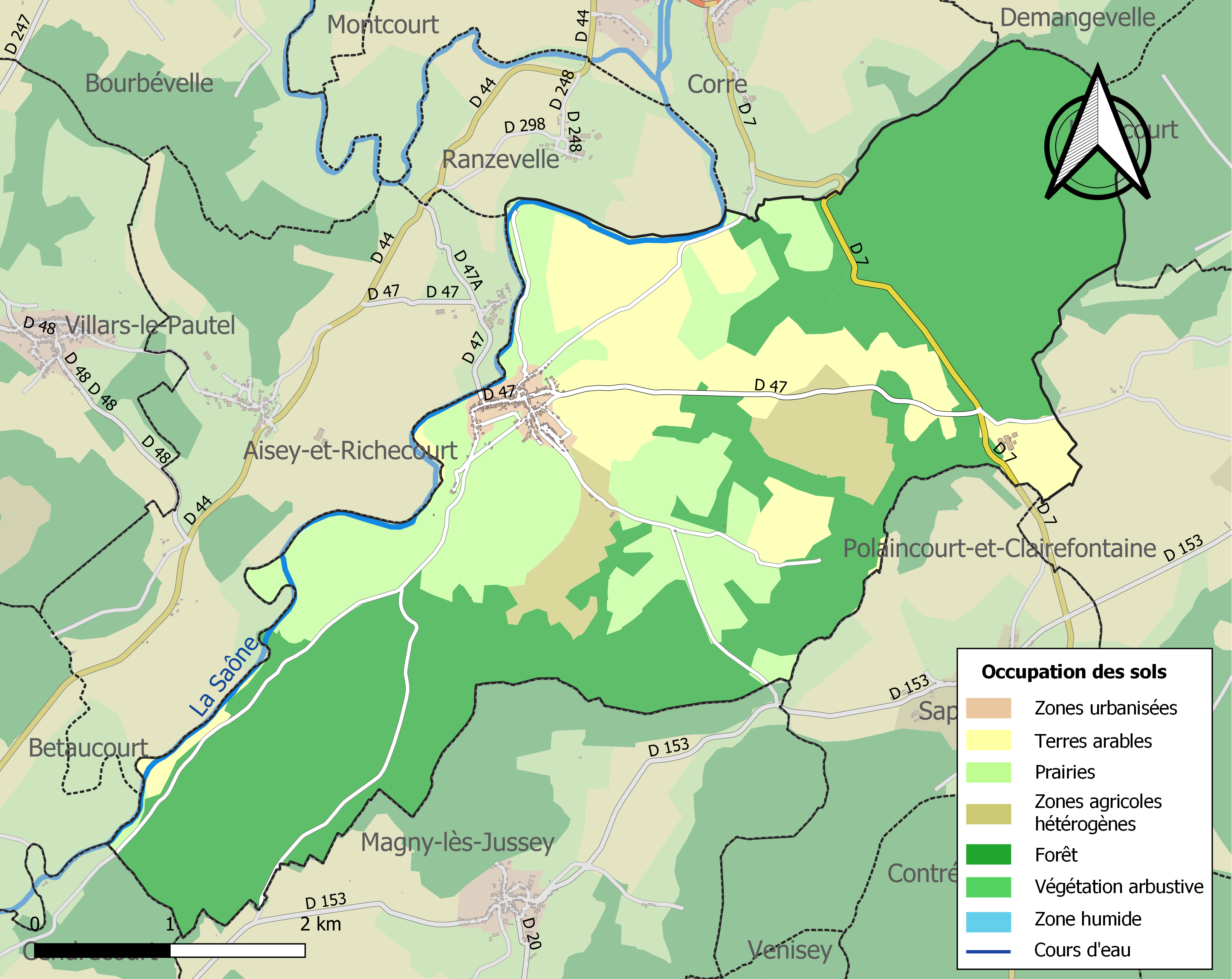
Kaart van de gemeente met de belangrijkste infrastructuur, bodemgebruik en omliggende gemeenten

## Demografie
Onderstaande figuur toont het verloop van het inwonertal (bron: INSEE-tellingen).

## Galerij

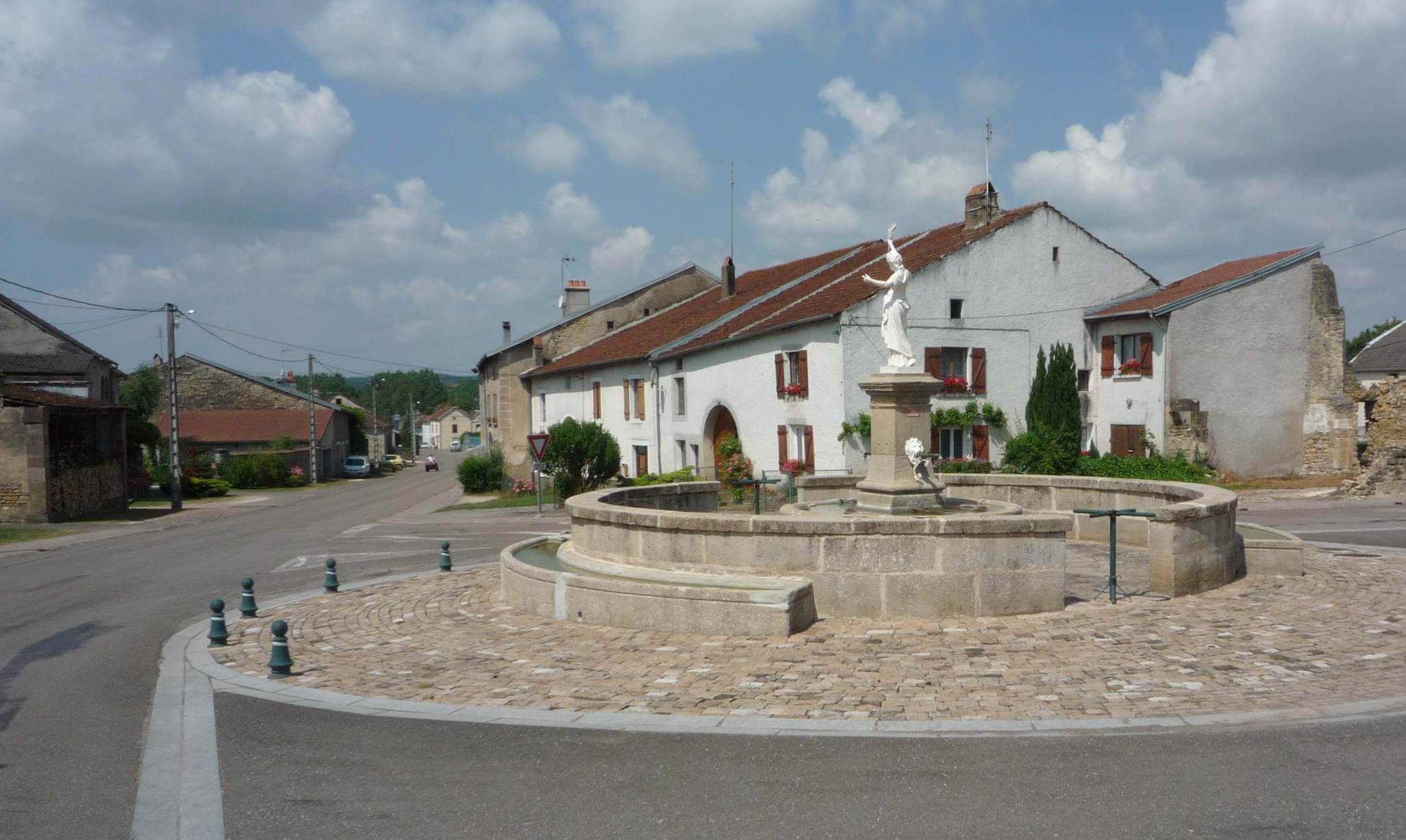
Fontein op dorpsplein
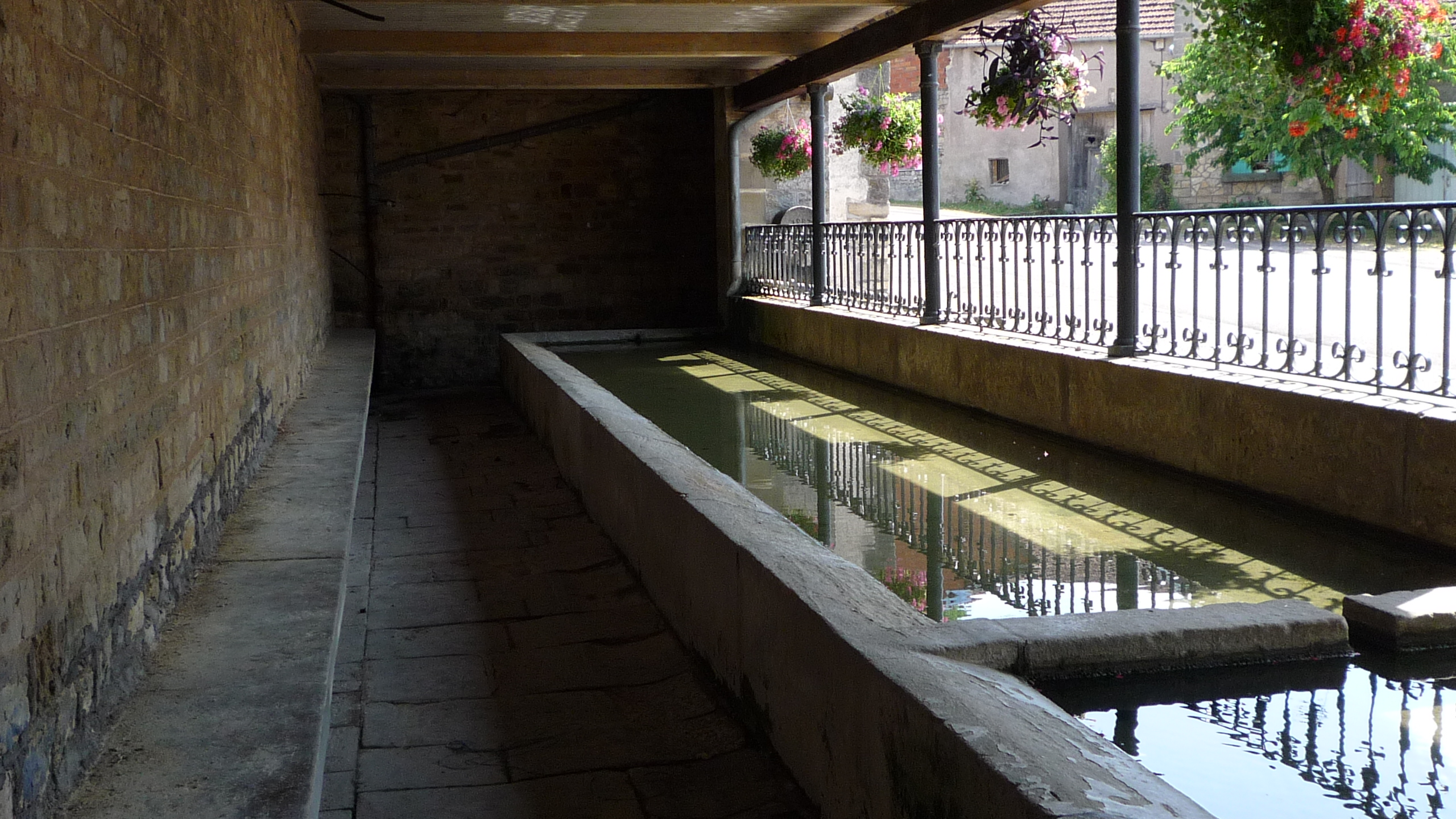
Openbare wasplaats
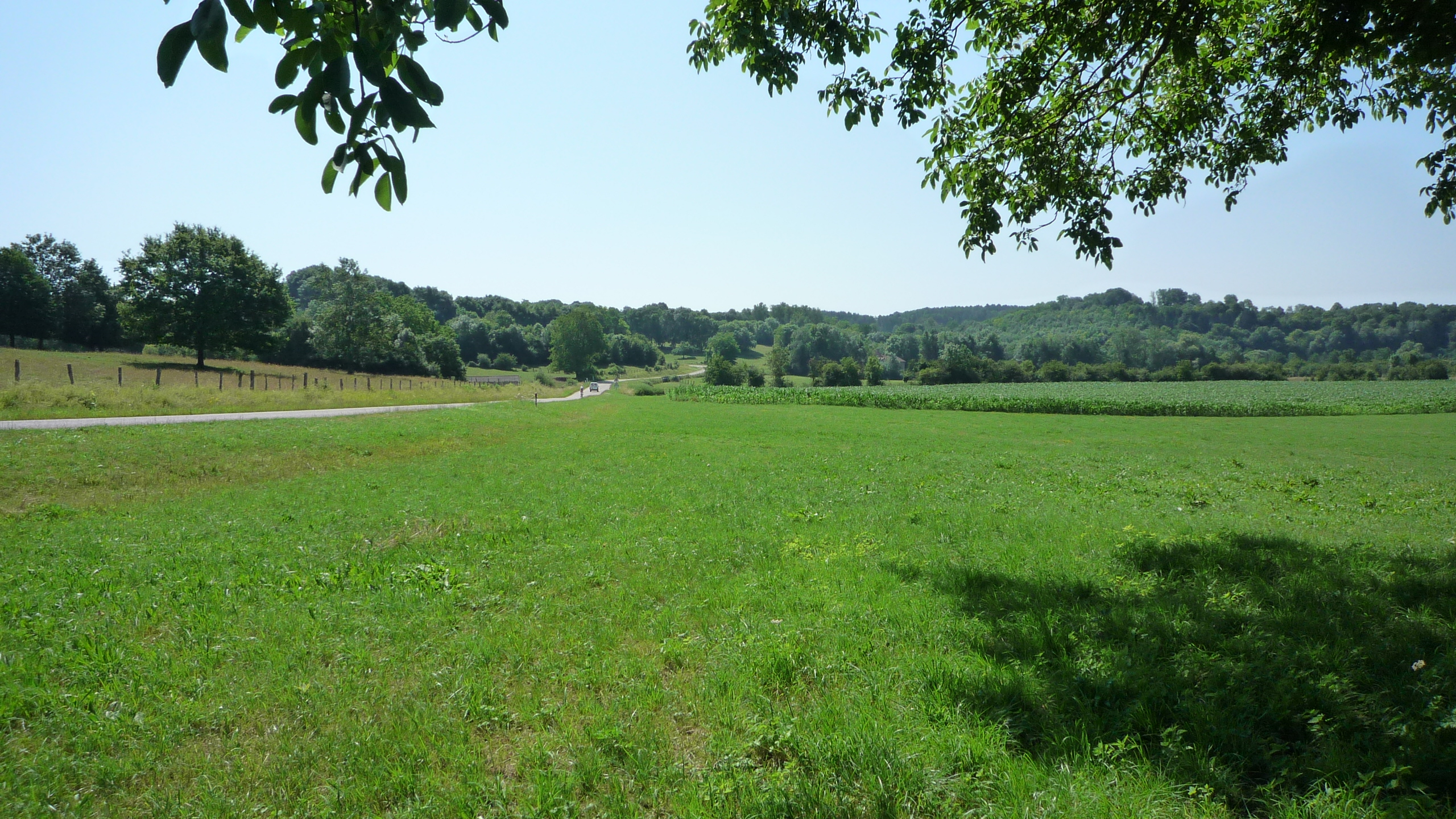
Omgeving